# Antonio Maria Vegliò
Antonio Maria Vegliò (Macerata Feltria, 3 februari 1938), is een Italiaans geestelijke en een kardinaal van de Rooms-Katholieke Kerk, werkzaam voor de Romeinse Curie.
Vegliò werd op 18 maart 1962 tot priester gewijd uit handen van bisschop Luigi Carlo Borromeo. In 1968 trad hij in dienst van de Curie, waarvoor hij werkzaam was op nuntiaturen in Peru, de Filipijnen, Senegal en het Verenigd Koninkrijk.
Op 27 juli 1985 werd Vegliò benoemd tot pro-nuntius voor Papoea-Nieuw-Guinea en de Salomonseilanden, en tot titulair aartsbisschop van Aeclanum; zijn bisschopswijding vond plaats op 6 oktober 1985. Hij was daarna werkzaam als (pro-)nuntius voor Senegal, Guinee-Bissau, Kaapverdië en Mali (1989-1997) en voor Libanon en Koeweit (1997-2001).
Van 2001 tot 2009 was Vegliò secretaris van de Congregatie voor de Oosterse Kerken. Op 28 februari 2009 werd hij benoemd tot voorzitter van de Pauselijke Raad voor Pastorale Zorg van Migranten en Reizigers, wat hij bleef tot de opheffing van deze raad op 1 januari 2017.
Vegliò werd tijden het consistorie van 18 februari 2012 kardinaal gecreëerd. Hij kreeg de rang van kardinaal-diaken. Zijn titeldiakonie werd de San Cesareo in Palatio. Vegliò nam deel aan het conclaaf van 2013.
Op 3 februari 2018 verloor Vegliò - in verband met het bereiken van de 80-jarige leeftijd - het recht om deel te nemen aan een toekomstig conclaaf.
Op 4 maart 2022 werd Vegliò bevorderd tot kardinaal-priester. Zijn titeldiakonie werd tevens zijn titelkerk pro hac vice.
- Gemeinsame Normdatei: 1147420270
- Istituto Centrale per il Catalogo Unico: PA1V003185
- Virtual International Authority File: 182151246506244130055